# نظریه خورشیدمرکزی

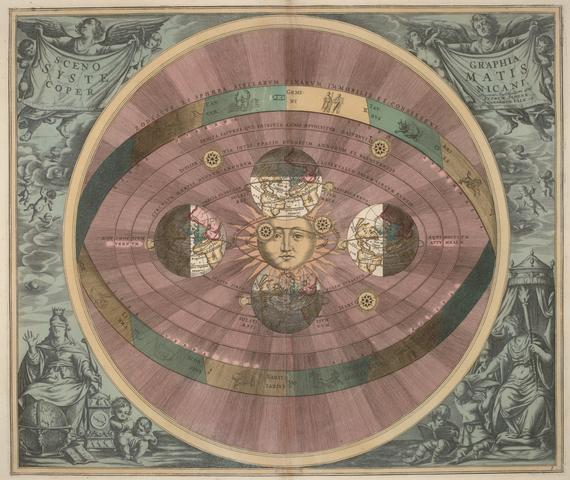
تصویر آندریاس سلاریوس از سیستم کوپرنیک، from the Harmonia Macrocosmica

ز نظر تاریخی، مدل خورشیدمرکزی در تقابل با مدل زمین‌مرکزی بود که زمین را مرکز فرض می‌کرد. مفهوم زمینی که به دور خورشید می‌گردد، نخست در قرن سوم پیش از میلاد و توسط آریستارخوس ساموسی پیشنهاد شد (به احتمال قوی، پیش از آریستارخوس ساموسی، هراکلیدس پونتیکوسی از اصحاب اکادمیای افلاطون این مدل را مطرح کرده است).
مدل خورشیدمرکزی آریستارخوس، حداقل در دنیای پسا-باستان توجه اندکی به خود جلب کرد؛ شاید به دلیل ازبین‌رفتن آثار علمی دوران یونانی‌گرایی، تا اینکه کوپرنیک آن را احیا و تشریح کرد.
ارائه یک مدل ریاضی کامل برای مفهوم خورشیدمرکزی تا قرن شانزدهم میلادی به طول انجامید، یعنی زمانی که نیکلاس کوپرنیک، اخترشناس، ریاضی‌دان و روحانی کاتولیک لهستانی با پیشنهاد این مدل باعث انقلاب کوپرنیکی شد. در قرن بعد، یوهانِس کپلر مدل را تشریح کرد و گسترش داد تا شامل مدارهای بیضی شکل نیز باشد و همچنین گالیله مشاهدات تجربی برای این مدل با استفاده از تلسکوپ ارائه داد.
با مشاهدات ویلیام هرشل، فریدریش بسل و دیگران، اخترشناسان فهمیدند که خورشید آن‌گونه که در زمان کوپرنیک پنداشته می‌شد در مرکز جهان قرار ندارد. در دههٔ ۱۹۲۰، ادوین هابل نشان داد که خورشید تنها بخشی از یک کهکشان است که خود تنها یکی از میلیاردها کهکشان موجود است.